# Ulf Ellervik

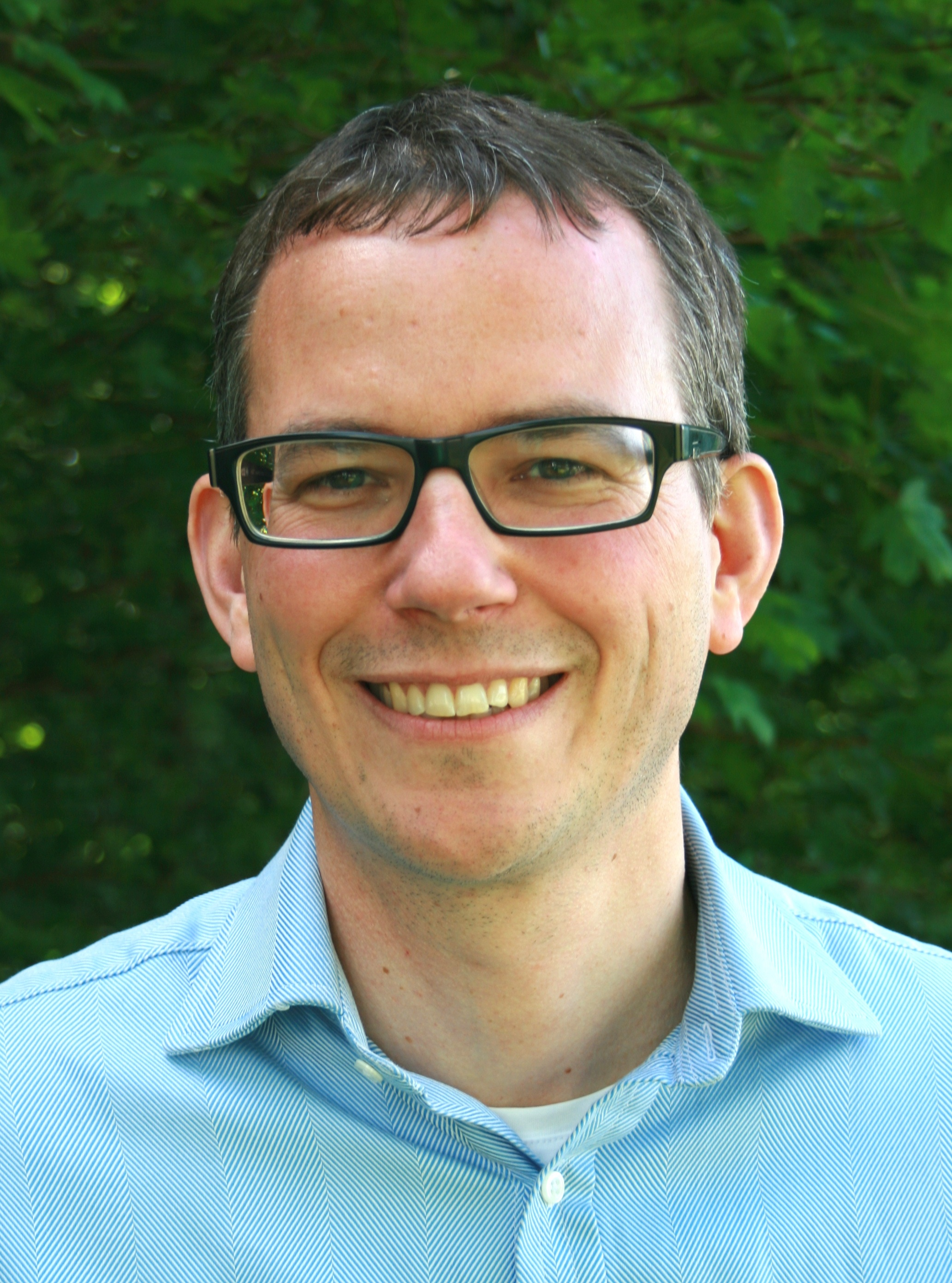
Ulf Ellervik (2011)

Ulf Ellervik (* 7. Dezember 1969) ist ein schwedischer Professor für bioorganische Chemie an der Universität Lund.
Ellervik studierte ab 1989 an der Fakultät für Ingenieurwissenschaften (LTH) der Universität Lund und erhielt 1993 den Abschluss als M.Sc. in Chemieingenieurwesen. Ab 1994 forschte er im Bereich der Organischen Chemie bei Göran Magnusson und promovierte 1998 mit einer Dissertation zum Thema „Synthetic Analogs of Sialyl Lewis X“. Nach einem fast zweijährigen Postdoc-Aufenthalt am California Institute of Technology bei Peter B. Dervan kehrte er zunächst als außerordentlicher Professor an die Universität Lund zurück. 2009 wurde er zum Professor für Bioorganische Chemie an der Technischen Hochschule Lund (Universität Lund) ernannt.
Ellerviks Hauptforschungsgebiet sind Kohlenhydrate, z. B. in Augentropfen gegen die epidemische Viruserkrankung Keratokonjunktivitis, und das Kohlenhydrat Xylose als Heilmittel gegen Krebs.

## Auszeichnungen
- 1999 Fabian-Gyllenberg-Preis
- 1999 König-Oscar-II-Preis
- 2020 Preis des Schwedischen Verbands der Chemieingenieure (SKR) für Chemietechnik[4]

Ellervik wurde 1998, 2001 und 2008 durch die Studentenvereinigung als bester Lehrer in der Abteilung für Chemietechnik ausgezeichnet und erhielt 2006 den Titel „Excellent Teaching Practice“ (ETP).

## Publikationen
Neben zahlreichen Publikationen in verschiedenen Fachzeitschriften schreibt Ellervik regelmäßig populäre Artikel für Fachzeitschriften, Magazine und Zeitungen. So war er beispielsweise 2013 Autor einer siebenteiligen Serie über die Chemie der Sünde in der Mitgliederzeitschrift Kemisk Tidskrif der Schwedischen Chemischen Gesellschaft.
Ellervik ist Autor mehrerer Bücher:
- Njutning: berättelser om kärlek, känslor och kemi. Fri tanke. Libris, Stockholm 2013, ISBN 978-91-86061-46-3.
- Ond kemi: berättelser om människor, mord och molekyler. Fri Tanke. Libris, Lidingö 2011, ISBN 978-91-86061-30-2.
- Organisk kemi. Studentlitteratur. Libris, Lund 2007, ISBN 978-91-44-03721-9.